# Parroquia Olmedo
La Parroquia Olmedo también Olmedo "San Alejo", es un distrito de Guayaquil y una parroquia urbana del cantón de Guayaquil en la provincia ecuatoriana del Guayas. El área es de alrededor de 61 hectáreas. La población era de 6.623 en 2010.

## Historia
La parroquia Olmedo, situada en el corazón de Guayaquil, es una de las áreas más emblemáticas de la ciudad debido a su vibrante actividad comercial. Esta parroquia debe su nombre a José Joaquín de Olmedo, un destacado patriota y poeta ecuatoriano, presidente de la Junta de Gobierno formada tras la Revolución del 9 de Octubre de 1820, y autor del célebre "Canto a Junín". La importancia histórica de Olmedo no se limita a su nombre, sino que se refleja también en su desarrollo como un centro de comercio y su contribución al crecimiento económico de Guayaquil.
Con el paso de los años, la parroquia se ha consolidado como la cuna del comercio informal, especialmente en la famosa zona conocida como La Bahía. Este sector ha sido un punto neurálgico para el comercio minorista durante décadas, y ha visto la formación de numerosas asociaciones de comerciantes, como la Asociación de Comerciantes Diez de Agosto. La regeneración urbana de Guayaquil, que transformó sitios como el antiguo Mercado Sur en destinos turísticos, ha mantenido a Olmedo como un área de intensa actividad económica.

## Límites
La parroquia Olmedo está delimitada de la siguiente manera: al norte, por la calle Colón; al sur, por la calle Gómez Rendón; al este, por el Malecón Simón Bolívar; y al oeste, por la calle Lorenzo de Garaicoa. Estos límites encierran una de las zonas más densamente pobladas y comercialmente activas de Guayaquil, donde se mezclan áreas residenciales, comerciales e institucionales.

## Electores
El número de electores en el área urbana de Guayaquil ha disminuido, según los registros del CNE. La parroquia urbana Olmedo ha perdido votantes entre 2017 y 2023. En 2017, la parroquia contaba con 19.150 electores, pero para 2023, ese número se redujo a 14.224, lo que representa una disminución del 25,7%.

## Población
La población de la parroquia Olmedo es diversa y está compuesta principalmente por comerciantes, trabajadores del sector público y residentes que han habitado el área durante generaciones. El comercio es una de las principales fuentes de ingresos para los habitantes, quienes participan activamente en las actividades económicas del sector. Además, la llegada de nuevas inversiones, como el centro comercial Bahía Mall, ha generado un dinamismo adicional en la zona, atrayendo tanto a nuevos residentes como a visitantes de otras partes de la ciudad.

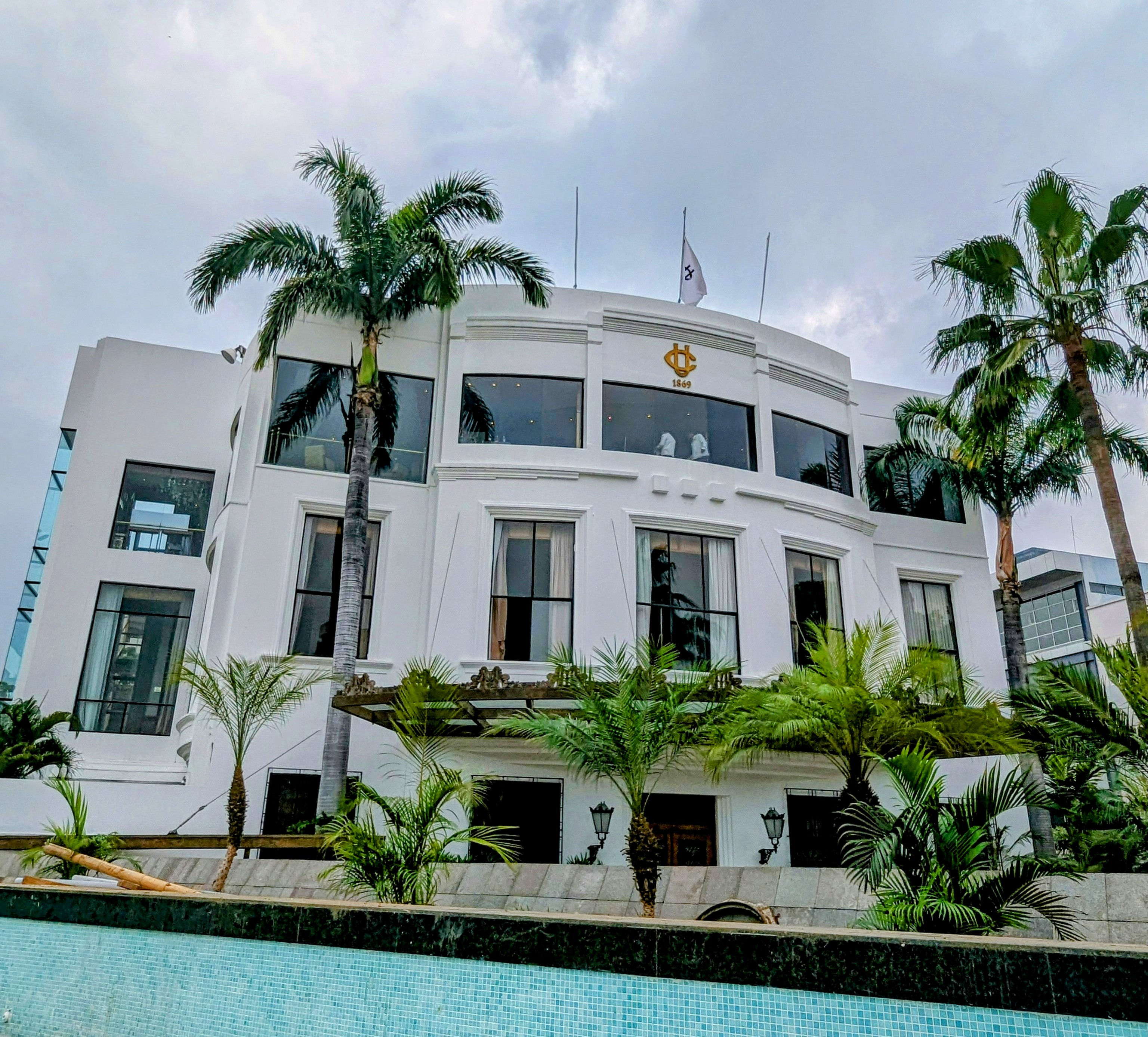
Edificio del Club de la Unión

## Lugares de Interés
Olmedo alberga varios lugares de interés que reflejan su rica historia y su papel central en la vida de Guayaquil. Uno de los sitios más notables es La Bahía, el mercado informal más grande de la ciudad, que se extiende a lo largo de quince cuadras y ofrece una amplia variedad de productos, desde ropa hasta electrodomésticos. Esta zona es el corazón del comercio en Guayaquil y es visitada diariamente por miles de personas.

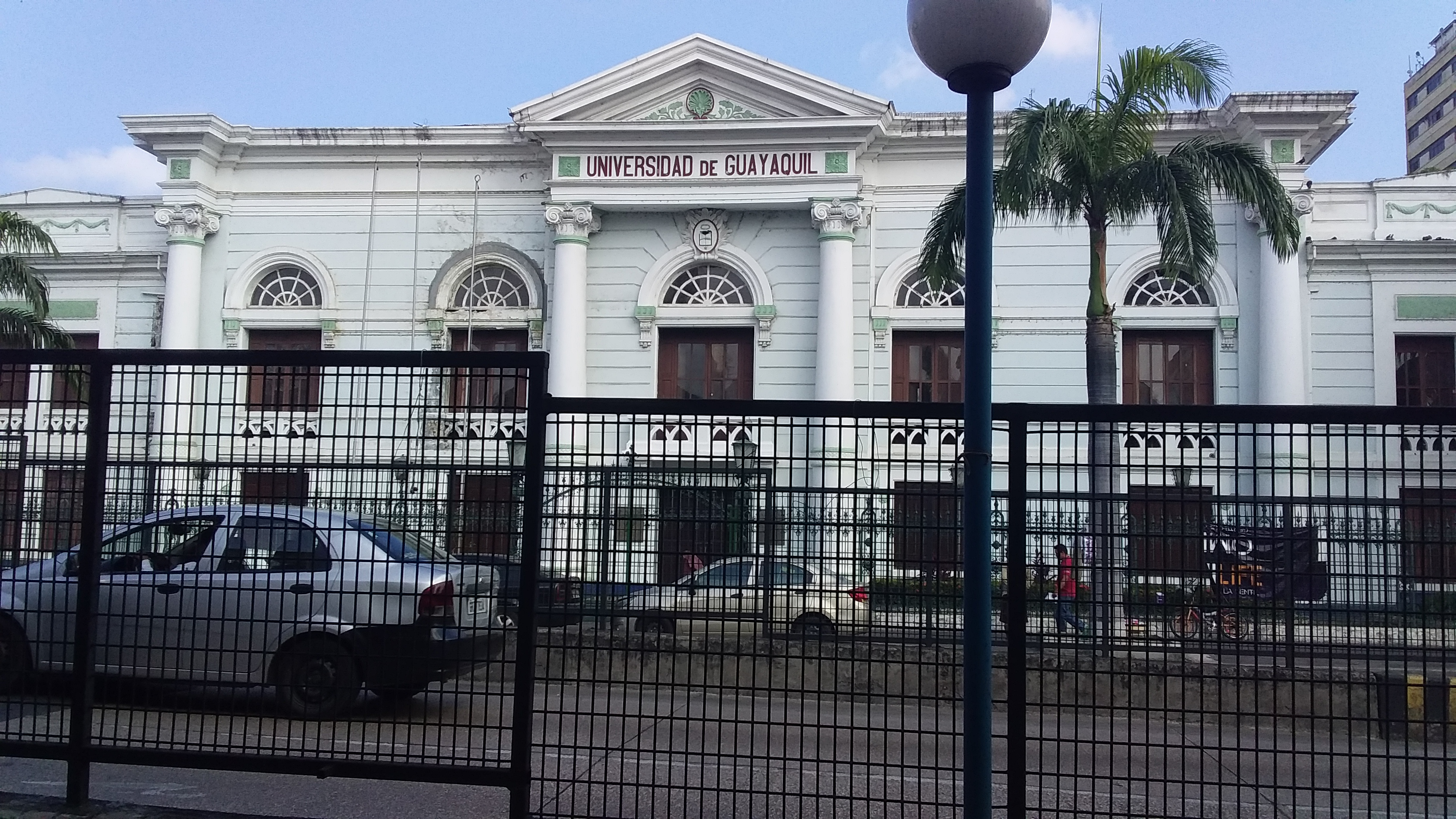
Casona Universitaria Pedro Carbo de la Universidad de Guayaquil

Entre las instituciones destacadas en la parroquia se encuentra la Comisión de Tránsito del Guayas, ubicada en las calles Chile, Cuenca, Brasil y Chimborazo, responsable del control vial y vehicular en la provincia. Otro punto de interés es la Casona Universitaria de la Universidad de Guayaquil, situada en Chile y Chiriboga, un edificio histórico que fue remodelado con el apoyo del Banco del Estado.
En cuanto a la vida religiosa, la parroquia cuenta con templos tradicionales como la iglesia de San José y la iglesia de San Alejo, ambas recientemente remodeladas con el apoyo del Municipio de Guayaquil. Además, se encuentra el santuario de Nuestra Señora de la Medalla Milagrosa, otro lugar de devoción en la parroquia.
Finalmente, en la parroquia Olmedo se encuentran las sedes de instituciones importantes, como el Instituto Ecuatoriano de Seguridad Social (IESS), donde se realizan trámites de jubilación y otros servicios sociales, el Club de la Unión, y el Templo Masónico, construido en los primeros años de la década de 1940 en estilo neoclásico, con influencias de templos masónicos clásicos. En el frontón del templo aparece la inscripción “ALGD‑GADU” (“A La Gloria Del Gran Arquitecto Del Universo”). La fachada presenta pinturas que simulan ventanas, en alusión al carácter secreto de la masonería.
En la parroquia Olmedo, además, se encuentran planteles educativos como La Providencia, que forman parte del tejido social y cultural de la parroquia.